# Jolanta Mędelska-Guz
Jolanta Mędelska-Guz – polska filolog, dr hab. nauk humanistycznych, profesor i kierownik Katedry Badań nad Kontaktami Językowymi Wydziału Językoznawstwa Uniwersytetu Kazimierza Wielkiego.

## Życiorys
Urodziła się 30 marca 1953 w Bydgoszczy w rodzinie literata Stanisława Mędelskiego i dziennikarki Grażyny Mędelskiej. Ukończyła IV Liceum Ogólnokształcące w Bydgoszczy oraz Uniwersytet Państwowy w Symferopolu (Krym). Od października 1977 jest pracownikiem naukowym Uniwersytetu Kazimierza Wielkiego w Bydgoszczy. 26 września 1994 habilitowała się na podstawie pracy zatytułowanej Język polski na Litwie w dziewiątym dziesięcioleciu XX wieku. 18 lutego 2002 uzyskała tytuł profesora nauk humanistycznych na podstawie 4-tomowej monografii Język polskiej prasy wileńskiej (1945–1979). Kierownik Zakładu Językoznawstwa Rosyjskiego (1995–2002), Z-ca Dyrektora Instytutu Filologii Rosyjskiej i Lingwistyki Stosowanej (1998–2002), Kierownik Katedry Bałtycko-Słowiańskich Kontaktów Językowych (2002–2019), Dyrektor Instytutu Neofilologii i Lingwistyki Stosowanej na Wydziale Humanistycznym Uniwersytetu Kazimierza Wielkiego (2002–2005 oraz 2006–2019), obecnie jest profesorem i kierownikiem Katedry Badań nad Kontaktami Językowymi Wydziału Językoznawstwa Uniwersytetu Kazimierza Wielkiego.
Członek Rady Naukowej roczników „Linguistica Bidgostiana”, członek Komitetu Redakcyjnego kwartalnika Polskiej Akademii Nauk „Slavia Orientalis” (2013–) oraz Kolegium Redakcyjnego rocznika „Вісник одеського національного университету. Серія філологія” wydawanego przez Ministerstwo Oświaty i Nauki Ukrainy i Odeski Uniwersytet Narodowy im. I. I. Miecznikowa.

## Zainteresowania naukowe
- leksykografia dwujęzyczna,
- bałtycko-słowiańskie kontakty językowe,
- polszczyzna północnokresowa,
- język prasy,
- polszczyzna radziecka,
- niemczyzna radziecka,
- frazematyka.

## Najważniejsze publikacje
Monografie:
- 1983: Glosy do „Wielkiego słownika polsko-rosyjskiego” Dymitra Hessena i Ryszarda Stypuły, WSP Bydgoszcz (z H. Bartwicką i J. Wawrzyńczykiem)
- 1992: Zaimek w polsko-rosyjskiej konfrontacji przekładowej, WSP Bydgoszcz
- 1992: Między oryginałem a przekładem. Rzecz o słownikach dwujęzycznych, Szumacher Kielce (z. J. Wawrzyńczykiem)
- 1993: Język polski na Litwie w dziewiątym dziesięcioleciu XX wieku, WSP Bydgoszcz
- 1995: Może się pan na mnie położyć... Słowniczek dyferencjalny współczesnego północnokresowego dialektu kulturalnego i języka ogólnopolskiego, WSP Bydgoszcz (z H. Bartwicką)
- 1996: Język Jana Ciechanowicza. Przyczynek do dziejów polszczyzny na radzieckiej Litwie, Bydgoszcz 1996
- 1999: Język „Prawdy Wileńskiej”. Północnokresowa polszczyzna kulturalna w początkach sowietyzacji Wilna i Wileńszczyzny, Bydgoszcz
- 1999: Język polskiej prasy wileńskiej (1945-1979). T. I. Wileńska prasa i jej twórcy na tle nowej sytuacji polityczno-społecznej, Bydgoszcz
- 2000: Język polskiej prasy wileńskiej (1945-1979). T. II. Lata 1945–1959, Bydgoszcz
- 2001: Język polskiej prasy wileńskiej (1945-1979). T. III. Lata 1960–1979, cz. 1.: Fonetyka, słowotwórstwo, fleksja, składnia, Bydgoszcz 2001
- 2004: Język polskiej prasy wileńskiej (1945-1979). T. III. Lata 1960–1979, cz. 2: Słownictwo: Wyrazy, Bydgoszcz
- 2005: Za murem. Polszczyzna wydawnictw kowieńskich publikowanych w Republice Litewskiej w latach 1919–1940 (na tle ogólnopolskim i północnokresowym). T. I. Fonetyka, grafia, Bydgoszcz (z M. Marszałkiem),
- 2017: Sowietyzacja języka Niemców rosyjskich w latach 20. i 30. XX wieku. T. I: Losy Niemców rosyjskich i stan ich języka (do 1941 roku). Cz. 1. Zbiorowość niemiecka na ziemi rosyjskiej (od zarania do początków XX w.), Bydgoszcz (Z M. Cieszkowskim i M. Jankowiak-Rutkowską)
- 2017: Sowietyzacja języka Niemców rosyjskich w latach 20. i 30. XX w., T. I: Losy Niemców rosyjskich i stan ich języka (do 1941 roku). Cz. 2. Losy Niemców rosyjskich w latach 20. i 30. XX w., Bydgoszcz (Z M. Cieszkowskim i M. Sobczakiem)

Prace zredagowane:
- 1995: „Zeszyty Naukowe WSP w Bydgoszczy. Studia Filologiczne, z. 41. Filologia Rosyjska 17”, Bydgoszcz
- 1997: Współczesny język polski i rosyjski. Konfrontacja przekładowa, Warszawa (z A. Bogusławskim)
- 1997: Kilka rozpraw filologicznych, Bydgoszcz (z E. Fryską)
- 2010: Językowe i kulturowe dziedzictwo WKL. Księga jubileuszowa na 1000-lecie Litwy, Bydgoszcz (z Z. Sawaniewską-Mochową)
- 2013: Dialog kultur. Języki wschodniоsłowiańskie w kontakcie z polszczyzną i innymi językami europejskimi, Bydgoszcz – Symferopol (z E. Titarenko)
- 2013: Диалог культур: лингвокультурологическая база гуманитарного образования, Симферополь (z T. A. Jaszczenko, E. Titarenko, N. W. Sołodownikową i O. W. Kolesnikową)

Artykuły naukowe (ok. 200), m.in.:
1) Nad książką Zofii Kurzowej Język polski Wileńszczyzny i kresów północno-wschodnich XVI-XX w., „Poradnik Językowy” 1993, s. 470–482
2) O repartycji końcówek dopełniacza rzeczowników męskich w polszczyźnie północnokresowej dziewiątego dziesięciolecia XX wieku, „Studia Russica Thorunensia” 1994, t. I, s. 27–43
3) Osobliwe wykrzykniki w kulturalnej polszczyźnie wileńskiej (na podstawie języka prasy), [w:] B. Janowska, J. Porayski-Pomsta (red.), Język polski w kraju i za granicą. Materiały Międzynarodowej Konferencji Naukowej Polonistów. Warszawa 14–16 września 1995 r., t. 1, Warszawa 1997, s. 80–90
4) (z Z. Sawaniewską-Mochową): Warianty języka polskiego na Litwie po II wojnie światowej, [w:] S. Gajda (red.): Najnowsze dzieje polszczyzny, t. 1: S. Dubisz (red.): Język polski poza granicami kraju, Opole 1997, s. 47–68
5) Możliwości edukacyjne Polaków na radzieckiej Litwie w trzydziestopięcioleciu 1945-1979, „Przegląd Polonijny” 1998, XXIV, nr 1. Kraków 1998, s. 41–52
6) (z M. Marszałkiem), Kułak czy gbur? Rozterki twórców polszczyzny radzieckiej, „Przegląd Polonijny” XXVI, 2000, s. 119–137
7) (z M. Marszałkiem), Twórzmy słownik polskiego języka radzieckiego!, „Poradnik Językowy” 2000, nr 8, s. 38–48
8) (z M. Marszałkiem), Z badań nad stanem kulturalnej polszczyzny kowieńskiej w dwudziestoleciu międzywojennym, „Język Polski” 2001, nr 4, s. 259–266
9) О привлечении студентов-русистов к исследованиям по польскому языку в Литве, „Филологические студии (Украинский межвузовский филологический журнал)”, Симферополь 2001, номер 2, с. 113-117
10) Советский польский язык как новый объект лингвистических исследований. К постановке вопроса, „Zinatniskie raksti” III, Riga 2001, с. 174-180;
11) Проблемы исследования послереволюционного варианта польского языка, „Scando-Slavica” 47, 2001, c. 53-61
12) (z M. Marszałkiem), Kowieńskie „Nowe czytanki”. Nowe państwo, nowa ideologia, nowy język, „Przegląd Polonijny” XXVIII, 2002, nr 1, s. 99–112
13) (z M. Marszałkiem), Szkic Jana Jakubowskiego o polszczyźnie kowieńskiej nie zaginął!, „Język Polski” LXXXII, 2002, nr 4/5, s. 241–247
14) Красочное наследие, полученное севернокресовой фразематикой от восточнославянских и балтийских языков, „Учёные записки Таврического национального университета им. В.И. Вернадского”. Серия «Филология», т. 15 (54), № 4, Симферополь 2002, с. 12-17
15) Intrygujące zapisy typu źółty, moźna, gdyź w rękopisach i drukach kowieńskich, „Lingustica Bidgostiana” 2004, t. 1, s. 83–96
16) Regionalizmy frekwencyjne in minus w polszczyźnie północnokresowej początków XX w. (Na podstawie poradnika A. Łętowskiego), „Język Polski” LXXXVI, 2006, nr 3, s. 202–208.
17) „Nauczyciel Adam Mickiewicz poprawiał i zdanie zapisywał”, „Język Polski” LXXXVI, 2007, nr 2, s. 120–134.
18) Na tamty świat, o drugiej godzinie, piąta szkoła średnia i in. O potrzebie rejestrowania i analizowania wszystkich cech polszczyzny północnokresowej, „Prace Filologiczne” LIII, 2007, s. 379–391.
19) (z M. Cieszkowskim), Nieznane i mało znane germanizmy leksykalne (na materiale Słownika błędów językowych Juliana Szweda), „Poradnik Językowy” 2007, z. 10, s. 62–70.
20) Archaizm czy lituanizm? O prepozycji przydawki dopełniaczowej i przyimkowej w polszczyźnie kowieńskiej, „Acta Baltico-Slavica” XXXII, 2008, s. 79–92.
21) О языке польских меньшинств в СССР в 20-е-30-е годы ХХ века, в сб.: Вторые Севастопольские Кирилло-Мефодиевские чтения, Севастополь-Рибэст 2008, с. 154-161.
22) Słownictwo kowieńsko-żmudzkie odzwierciedlone w Opowiadaniu z czasów wojny (1919-1923), „LingVaria” IV, 2009, nr 2, s. 111–121.
23) Новое в практике русско-польской и польско-русской лексикографии, в сб.: О. С. Егорова (ред.), Вторые Ярославские лингвистические чтения, Ярославль 2009, с. 322-326.
24) (z M. Cieszkowskim), Mało znane źródło germanizmów: wileński Słownik błędów językowych Juliana Szweda, „Poznańskie Studia Polonistyczne” XVI, 2010, s. 55–64.
25) Głogi, gnoje, grady, grochy – północnokresowe formy liczby mnogiej, „LingVaria” V, 2010, nr 1 (9), s. 115–124.
26) (z M. Cieszkowskim), O potrzebie podjęcia badań nad radziecką wersją języków mniejszości narodowych byłego Związku Radzieckiego, „Acta Baltico-Slavica” XXXIV, 2010, s. 103–120.
27) Об изучении послереволюционной разновидности советского польского языка, В сб. C. Гжибовский, В. А. Хорев, М. Волос (ред.), Русско-польские языковые, литературные и культурные контакты, Москва 2011, с. 33-44.
28) (z M. Cieszkowskim), Pierwsze sowietyzmy w niemczyźnie współczesnej (na podstawie porewolucyjnego słownika rosyjsko-niemieckiego), [w:] A. Kątny (red.), seria Sprach- und Kulturkontakte in Europas Mitte Studien zur Slawistik und Germanistik, Wydawnictwo Peter Lang, 2012, s. 91–111.
29) Kajet ucznia Mickiewicza w świetle wileńskiej Grammatyki języka polskiego przez Maxymiliana Jakubowicza napisanej do użytku szkół przeznaczonej, „Język Polski” 2013, nr 2, s. 77–85.
30) (z M. Cieszkowskim i M. Jankowiak-Rutkowską), О слове Arbuse, одном из первых русизмов в языке российских немцев, „Jazykovedny časopis” 65, 2014, cz. 1, s. 5–21.
31) Prasa radziecka wydawana w latach 30. XX w. w Republice Niemców Powołża. Wprowadzenie do zagadnienia i uwagi o języku, „Acta Baltico-Slavica” XXXVIII, 2014, s. 219–243;
32) Czy sierpianka to sarpinka?, „Slavia Orientalis” LXIV, 2015, nr 3, s. 591–610.
33) Specyficzne warianty języków narodowych: polski północnokresowy i niemiecki nadwołżański. Perspektywy badań porównawczych, „Acta Baltico-Slavica” XXXIX, 2015, s. 14–44;
34) U źródeł dialektu kulturalnego Niemców radzieckich: żywiołowa sowietyzacja języka, „Slavia Orientalis” LXV, 2016, nr 4, s. 763–779.
35) U źródeł dialektu kulturalnego Niemców radzieckich: próba skodyfikowania wczesnych niemieckich sowietyzmów, „Slavia Orientalis” LXV, 2016, nr 4, s. 781–803.
36) (z M. Sobczakiem) Ideologiczne elementy nazewnicze w toponimii miejscowości niemieckich w ZSRR lat 20. i 30. XX wieku. Część I. Rosyjska toponimia porewolucyjna. Urbonimia i urbanonimia Niemców radzieckich, „Slavia Orientalis” LXVII, 2018, nr 2, s. 293–309.
37) (z M. Sobczakiem) Ideologiczne elementy nazewnicze w toponimii miejscowości niemieckich w ZSRR lat 20. i 30. XX wieku. Część II. Ojkonimia radziecka na obszarach wiejskich zamieszkanych przez Niemców, „Slavia Orientalis” LXVII, 2018, nr 3, s. 505–515.
38) O niemieckich kodach wyspowych w Imperium Rosyjskim, „Prace Filologiczne” LXXIII, 2019, s. 273–298.
39) (z M. Marszałkiem), Frazematyka północnokresowa. Problemy opisu tradycyjnego i zarys projektu jego sformalizowania, „Język Polski” XCIX, 2019, nr 2, s. 91–102.
40) (z M. Marszałkiem), Łbem muru nie przebijesz. Na tropach frazematyki północnokresowej końca XX wieku, „Acta Baltico-Slavica”, t. 44, 2020, s. 1–25.
41) Fonetyczno-graficzny obraz polszczyzny końca XIX stulecia zawarty w hasłach literowych słownika polsko-rosyjskiego P. Dubrowskiego, „Prace Językoznawcze” XXIII, 2021, nr 3, s. 215–225.
42) Dziedzictwo dawnej Rzeczypospolitej w języku pierwszego polskiego przekładu poematu „Metai” Kristijonasa Donelaitisa, „Przegląd Wschodnioeuropejski” XII, 2021, nr 2, s. 383–400.
43) Z dziejów rywalizacji końcówek -e i -ę w neutrach typu cielę, imię (na materiale Dokładnego słowniku języka polskiego i ruskiego z końca XIX wieku), „Język Polski” CI, 2021, z. 4, s. 19–31.
44) Palatalne spółgłoski wargowe w wygłosie. Reminiscencje pod wpływem postaci (orto)graficznych w słowniku języka polskiego i rosyjskiego z końca XIX w., „Prace Językoznawcze” XXIV, 2022, nr 2, s. 109–124.
45) (z M. Sobczakiem) System antroponimiczny Niemców rosyjskich (1763–1917) jako przykład wpływu zmiany otoczenia etniczno-społecznego na stan nazewnictwa osobowego, „Roczniki Humanistyczne. Językoznawstwo” LXX, 2022, z. 6, s. 129–145.
46) Наименования букв как объект описания статьи в русско-польском словаре XIX века Петра Павловича Дубровского, „Slavia, časopis pro slovanskou filologii”, 91, 2022, z. 3. s. 347–356.
47) (z M. Sobczakiem) Antroponimia Niemców rosyjskich wobec zmiany sytuacji polityczno-społecznej w nowej ojczyźnie (lata 20. i 30. XX w.), „Prace Językoznawcze” XXIV, 2022, nr 3, s. 131–147.
48) (z P. Wierzchoniem), Leksyka morska w słowniku rosyjsko-polskim P. Dubrowskiego jako punkt wyjścia do badań chronologizacyjnych polskich terminów marynistycznych, „Prace Językoznawcze” XXV, 2023, nr 2, s. 179–196.

## Odznaczenia
- Srebrny Krzyż Zasługi (1998)[4]